# O Ewigkeit, du Donnerwort, BWV 60
O Ewigkeit, du Donnerwort (BWV 60) ist eine Kirchenkantate von Johann Sebastian Bach. Er komponierte sie in Leipzig für den 24. Sonntag nach Trinitatis, den 7. November 1723.

## Geschichte und Worte
Bach schrieb die Kantate, eine Dialogkantate für Solostimmen, in seinem ersten Jahr in Leipzig für den 24. Sonntag nach Trinitatis und führte sie am 7. November 1723 erstmals auf.
Die vorgeschriebenen Lesungen waren Kol 1,9–14  und Mt 9,18–26 , die Auferweckung der Tochter des Jairus. Der unbekannte Textdichter sieht die Auferweckung des Mädchens als Vorzeichen der Auferstehung, die mit gemischten Gefühlen, Furcht und Hoffnung, erwartet wird. Furcht und Hoffnung führen als zwei allegorische Figuren einen Dialog. Die Kantate wird begonnen und beendet durch einen Choral, die erste Strophe von Johann Rists O Ewigkeit, du Donnerwort als Ausdruck der Furcht, und die fünfte Strophe von Franz Burmeisters Es ist genug. In weiterer Symmetrie stehen sich in den Sätzen 1 und 4 zwei Bibelworte gegenüber, Herr, ich warte auf dein Heil (Gen 49,18 ), gesprochen von Jakob auf seinem Totenbett, als Ausdruck der Hoffnung, und Selig sind die Toten (Offb 14,13 ) als Antwort auf die Furcht.

## Besetzung und Aufbau
Die Kantate ist gesetzt für drei Solisten, Alt, Tenor und Bass, vierstimmigen Chor im Schlusschoral, Horn, 2 Oboe d’amore, zwei Violinen, Viola und Basso continuo.
1. Aria (Alt, Horn, Choral – Tenor): O Ewigkeit, du Donnerwort – Herr, ich warte auf dein Heil
2. Recitativo (Alt – Tenor): O schwerer Gang zum letzten Kampf und Streite! – Mein Beistand ist schon da
3. Aria (Alt – Tenor): Mein letztes Lager will mich schrecken – Mich wird des Heilands Hand bedecken
4. Recitativo (Alt – Bass): Der Tod bleibt doch der menschlichen Natur verhaßt – Selig sind die Toten
5. Chorale: Es ist genug

## Musik
Die Kantate wird manchmal als Solokantate bezeichnet, weil außer im Schlusschoral nur Solisten singen. Bach hatte drei Wochen zuvor in Ich glaube, lieber Herr, hilf meinem Unglauben! einen inneren Dialog gestaltet. In dieser Kantate verteilt er den Dialog auf zwei Stimmen und lässt die Furcht vom Alt singen, die Hoffnung vom Tenor, die in drei Sätzen einen Dialog führen. In Satz 4 wird das Rezitativ der Furcht vom Bass beantwortet als der Vox Christi (Stimme Christi) mit Selig sind die Toten.
Im ersten Duett, einer Choralbearbeitung, singt der Alt, verstärkt vom Horn, den Choral, während die Streicher in hohem Tremolo Furcht ausdrücken auf eine Art, die John Eliot Gardiner an Monteverdis stile concitato (erregter Stil) denken lässt. Der Tenor kontrastiert mit der Zeile Jakobs.
Das zweite Duett ist ein Secco-Rezitativ, das zweimal als Arioso intensiviert wird: die Furcht singt das Wort martert als chromatisches Melisma auf kurze Akkorde im continuo, die Hoffnung betont durch ein ausdrucksvolles Melisma das letzte Wort ertragen.
Das dritte, zentrale Duett ist dramatisch und daher nicht in da-capo-Form, sondern einer Motette ähnlich. Orchester-Ritornelle sorgen für formalen Zusammenhalt. Drei unterschiedliche Abschnitte sind gleich aufgebaut: die Furcht beginnt, die Hoffnung antwortet, beide singen gleichzeitig, die Hoffnung behält das letzte Wort. Auch die Instrumente kontrastieren, manchmal gleichzeitig: die Solo-Violine ist der Hoffnung zugeordnet und spielt weiche Skalen gegen punktierte Rhythmen in den Oboen d’amore und continuo.
Im letzten Duett erhält die Furcht die Antwort vom Bass, der dreimal als Arioso die Worte aus der Offenbarung singt, jedes Mal etwas erweitert.
Die Melodie des Schlusschorals beginnt mit einer ungewöhnlichen Folge von drei Ganztonschritten. Alban Berg benutzte Bachs Satz in seinem Violinkonzert.
1724 begann Bach seinen zweiten Kantatenzyklus mit einer Choralkantate auf den gesamten Choral, O Ewigkeit, du Donnerwort, BWV 20 zum 1. Sonntag nach Trinitatis.

## Rezeption
Oskar Kokoschka schuf im Jahr 1914 eine 11-teilige Reihe von Illustrationen zum Libretto der Kantate.

## Einspielungen
CD
- Bach Cantatas Vol. 5 – Sundays after Trinity II. Karl Richter, Münchener Bach-Chor, Münchener Bach-Orchester, Hertha Töpper, Ernst Haefliger, Kieth Engen. Archiv Produktion, 1964.
- J.S. Bach: Das Kantatenwerk – Sacred Cantatas Vol. 3. Nikolaus Harnoncourt, Tölzer Knabenchor, Concentus Musicus Wien, Paul Esswood, Kurt Equiluz, Ruud van der Meer. Teldec, 1976.
- Die Bach Kantate Vol. 59. Helmuth Rilling, Gächinger Kantorei, Bach-Collegium Stuttgart, Helen Watts, Adalbert Kraus, Philippe Huttenlocher. Hänssler, 1983.
- J.S. Bach: Complete Cantatas Vol. 8. Ton Koopman, Amsterdam Baroque Orchestra & Choir, Bogna Bartosz, Jörg Dürmüller, Klaus Mertens. Antoine Marchand, 1998.
- J.S. Bach: Cantatas Vol. 15 (Solo Cantatas). Masaaki Suzuki, Bach Collegium Japan, Robin Blaze, Gerd Türk, Peter Kooij. BIS, 2000.
- Bach Cantatas Vol. 12. John Eliot Gardiner, Monteverdi Choir, English Baroque Soloists, Robin Tyson, James Gilchrist, Peter Harvey. Soli Deo Gloria, 2000.

DVD
- „O Ewigkeit, du Donnerwort“. Kantate BWV 60. Rudolf Lutz, Chor und Orchester der J. S. Bach-Stiftung, Miriam Feuersinger, Claude Eichenberger, Bernhard Berchthold, Markus Volpert. Samt Einführungsworkshop sowie Reflexion von Peter Gross. Gallus Media, St. Gallen 2008; bachipedia.org